# Chassalia corallioides
Chassalia corallioides là một loài thực vật có hoa trong họ Thiến thảo. Loài này được (Cordem.) Verdc. mô tả khoa học đầu tiên năm 1983.

## Hình ảnh

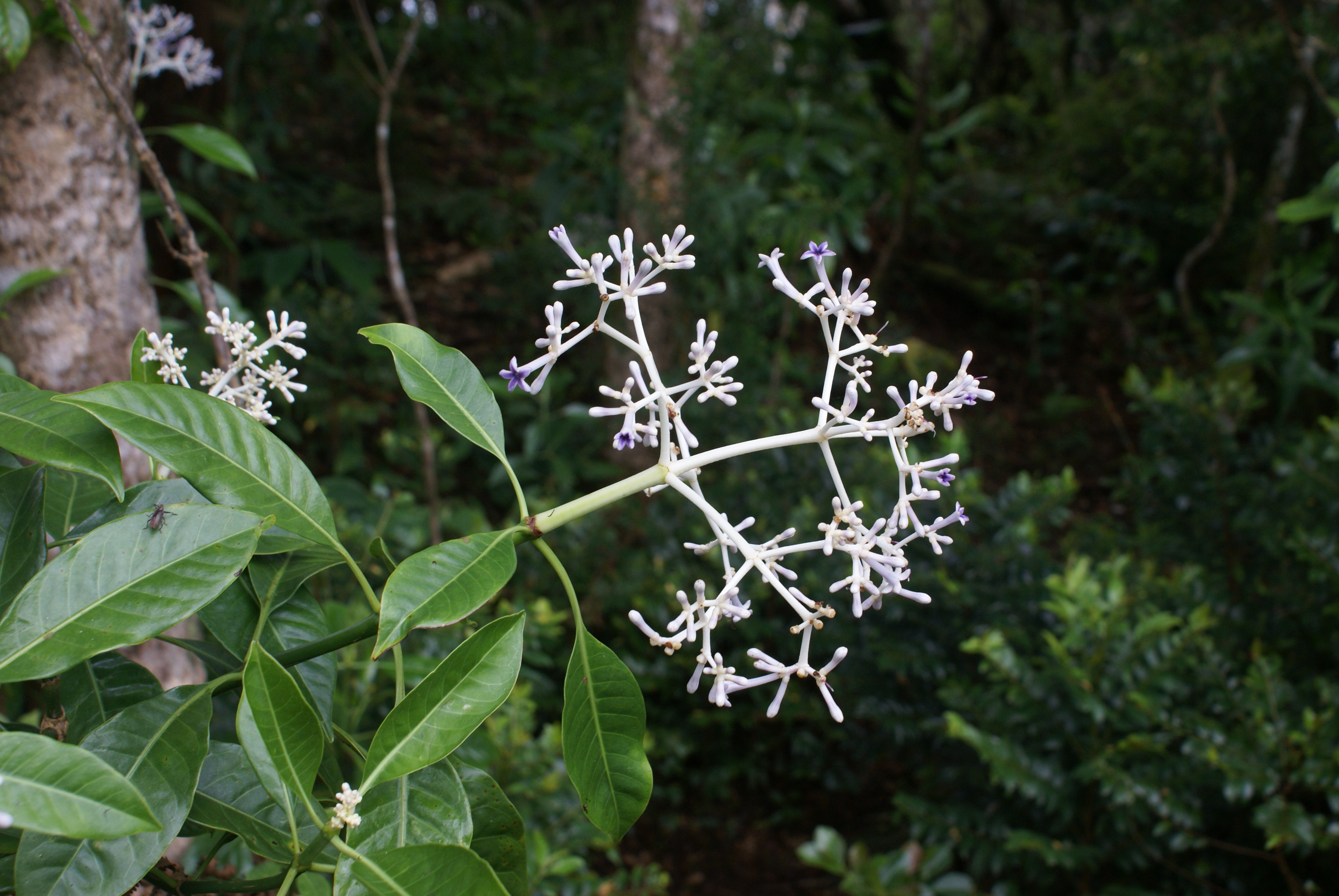
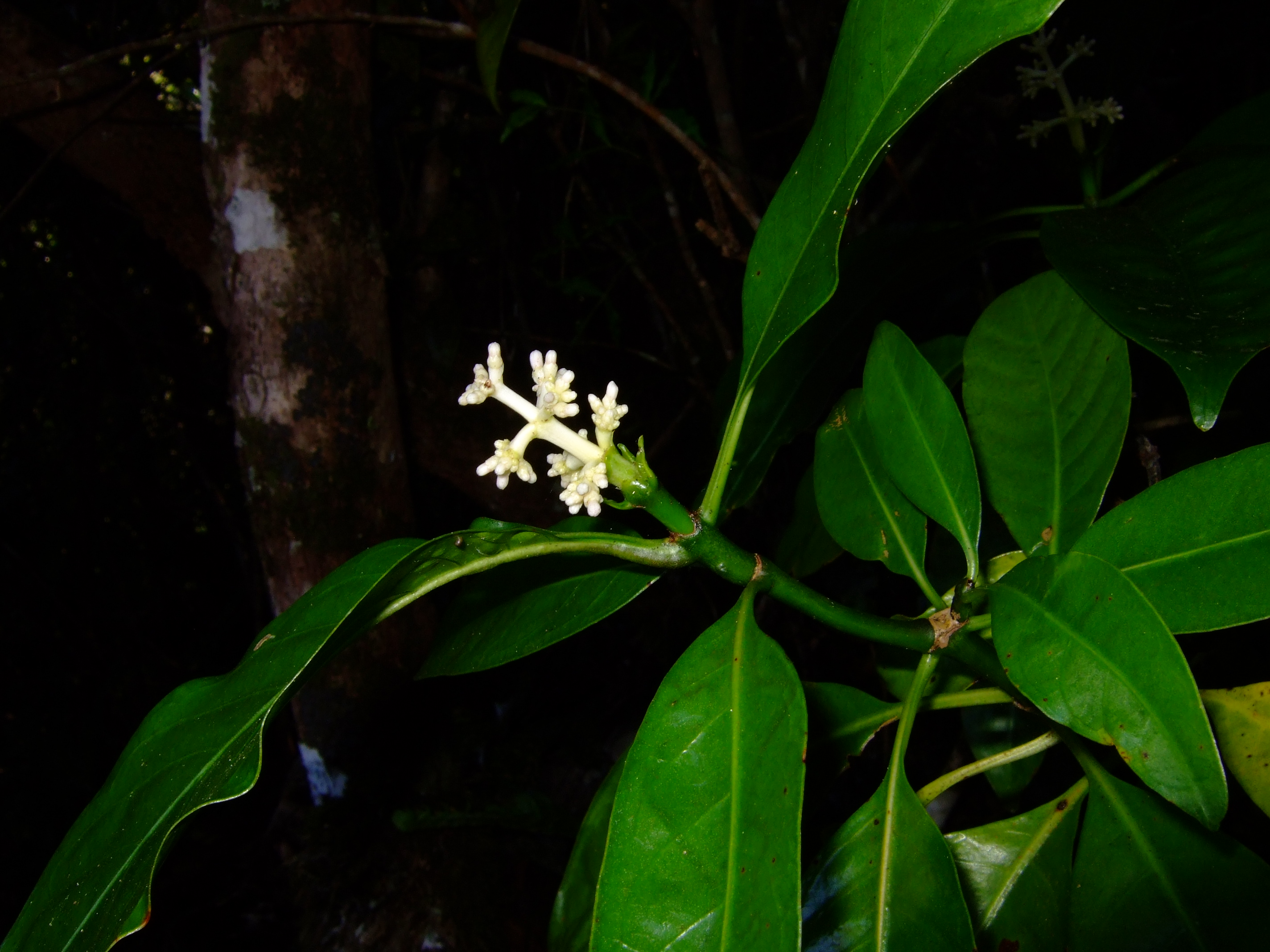